# Carnation
Carnation és una població dels Estats Units a l'estat de Washington. Segons el cens del 2000 tenia 1.893 habitants.

## Demografia
Segons el cens del 2000, Carnation tenia 1.893 habitants, 636 habitatges, i 487 famílies. La densitat de població era de 664,4 habitants per km².
Dels 636 habitatges en un 48,9% hi vivien nens de menys de 18 anys, en un 61,8% hi vivien parelles casades, en un 9,9% dones solteres, i en un 23,4% no eren unitats familiars. En el 17,5% dels habitatges hi vivien persones soles el 7,2% de les quals corresponia a persones de 65 anys o més que vivien soles. El nombre mitjà de persones vivint en cada habitatge era de 2,98 i el nombre mitjà de persones que vivien en cada família era de 3,4.
Per edats la població es repartia de la següent manera: un 34,4% tenia menys de 18 anys, un 6,6% entre 18 i 24, un 37,5% entre 25 i 44, un 15,9% de 45 a 60 i un 5,7% 65 anys o més.
L'edat mediana era de 32 anys. Per cada 100 dones de 18 o més anys hi havia 96,5 homes.
La renda mediana per habitatge era de 60.156 $ i la renda mediana per família de 64.167 $. Els homes tenien una renda mediana de 46.667 $ mentre que les dones 33.281 $. La renda per capita de la població era de 21.907 $. Aproximadament el 5,8% de les famílies i el 6,7% de la població estaven per davall del llindar de pobresa.

## Poblacions més properes
El següent diagrama mostra les poblacions més properes.